# دونيي كومرين
دونجي كومرين (Доњи Комрен) هي مدينة في مقاطعة تيرنوبيلسكا في صربيا.
يبلغ عدد سكانها حوالي 6202 نسمة.